# Rok za rokiem
Rok za rokiem – brytyjski, futurystyczny miniserial telewizyjny (dramat) wyprodukowany przez Red Production Company i stworzony przez Russella T. Daviesa, który był emitowany w Wielkiej Brytanii od 14 maja do 18 czerwca 2019 roku przez BBC One, natomiast w Polsce — od 19 lipca 2019 roku przez HBO.
Serial opowiada historię 15 lat z życia rodziny Lyonsów, która stara się odnaleźć w zmieniającym się świecie.

## Obsada
- Emma Thompson jako Vivienne Rook MP[3]
- Rory Kinnear jako Stephen Lyons
- T’Nia Miller jako Celeste Bisme-Lyons
- Russell Tovey jako Daniel Lyons
- Jessica Hynes jako Edith Lyons
- Ruth Madeley jako Rosie Lyons
- Anne Reid jako Muriel Deacon
- Dino Fetscher jako Ralph Cousins
- Lydia West jako Bethany Bisme-Lyons
- Jade Alleyne jako Ruby Bisme-Lyons
- Maxim Baldry jako Viktor Goraya

## Odcinki
| Sezon | Odcinki | Oryginalna emisja w BBC One | Oryginalna emisja w BBC One | Oryginalna emisja w HBO Polska | Oryginalna emisja w HBO Polska | Oryginalna emisja w HBO Polska |
| Sezon | Odcinki | Premiera sezonu             | Finał sezonu                | Premiera sezonu                | Finał sezonu                   |                                |
| ----- | ------- | --------------------------- | --------------------------- | ------------------------------ | ------------------------------ | ------------------------------ |
| 1     | 6       | 14 maja 2019                | 18 czerwca 2019             | 19 lipca 2019                  |                                |                                |

## Produkcja
4  czerwca 2018 roku stacja BBC One  zamówiła miniserial od Russella T. Daviesa.
Pod koniec października 2018 roku poinformowano, że główną rolę w serialu otrzymała Emma Thompson.